# الانتخابات العامة في كمبوديا 2013
الانتخابات العامة في مملكة كمبوديا تم إجراؤها يوم الأحد 28/7/2013م . وتمثل الانتخابات الخامسة من نوعها في مملكة كمبوديا ، وقد بلغ عدد الناخبين المسجلين في الكشوفات الرسمية 9.670.000 نسمة من المؤهلين للإدلاء بأصواتهم.
وكانت الانتخابات بنظام «الاقتراع الحر المباشر» وخاضتها (8) أحزاب سياسية ، وفقاً للقائمة التالية :
| رقم الحزب | اسم الحزب                                 | باللغة الإنجليزية | زعيم الحزب                      |
| --------- | ----------------------------------------- | ----------------- | ------------------------------- |
| 1         | حزب الهوية الكمبودية                      | CNP               | سينج سوخانج                     |
| 2         | الجبهة الوطنية للاستقلال والسلام والتعاون | FUNICIPEC         | نورودم ارينراسيمي               |
| 3         | حزب التنمية الاقتصادية للخمير             | KEDP              | هيون شامروين                    |
| 4         | حزب الشعب الكمبودي                        | CPP               | هون سين ( رئيس الوزراء الحالي). |
| 5         | الحزب الديمقراطي الجمهوري                 | DRP               | سوفان بانشيكاسيلا               |
| 6         | حزب الخمير ضد الفقر                       | KAPP              | داران كرافينش                   |
| 7         | حزب الجبهة الوطنية الكمبودية للإنقاذ      | CNRP              | سام رينسي (زعيم المعارضة).      |
| 8         | حزب الرابطة الديمقراطية                   | LDP               | خيم فياسنا                      |

وصرح المتحدث باسم الحكومة والحزب الحاكم أن النتائج الأولية تشير إلى أن حزب الشعب الكمبودي فاز بـ (68) مقعدا ، وأن حزب المعارضة الرئيسي (حزب الجبهة الوطنية للإنقاذ) برئاسة السيد/سام رينسي فاز بـ(55) مقعدا (من جملة 123 مقعدا) . وأضاف أنه من المتوقع أن يأخذ الإعلان الرسمي وقتا طويلا .
وسلمت لجنة الانتخابات في كمبوديا وثيقة الفوز بالانتخابات (في سبتمبر 2013م) إلى الحزب الحاكم بزعامة رئيس الوزراء هون سين، في حين أن المعارضة اتهمت اللجنة والحزب الحاكم بالتزوير واسع النطاق ، وخرجت مسيرات في العاصمة بنوم بنه تطالب بتشكيل لجنة تحقيق مستقلة ، إلا أن لجنة الانتخابات قالت أن المهلة القانونية لفتح التحقيق قد انتهت .
و حصل حزب الشعب الكمبودي (الحزب الحاكم المؤيد لسياسات الحكومة) علي 68 مقعد، بينما حصل حزب الإنقاذ الوطني على 55 مقعد، حيث حصل الحزب الحاكم على 3.2 مليون صوت في مقابل 2.9 للحزب المعارض. وذلك يعتبر المرة الأولي التي يخسر فيها الحزب الحاكم مقاعد كثيرة منذ 1998، في مؤشر علي ان شعبية هون سين بدأت في النزول. وخسر الحزب الحاكم أكثر من 22 مقعد في مقابل الانتخابات البرلمانية التي جرت في عام 2008.